# Shadows of the West (film 1949)
Shadows of the West è un film del 1949 diretto da Ray Taylor.
È un western statunitense con Whip Wilson, Andy Clyde e Riley Hill.

## Produzione
Il film, diretto da Ray Taylor su una sceneggiatura di Adele Buffington, fu prodotto da Barney A. Sarecky per la Monogram Pictures e girato a Santa Clarita e nel Monogram Ranch a Newhall, California, dal marzo 1949. Il titolo di lavorazione fu Mark of the Whip. Il brano della colonna sonora Yippi-i-o-Ay fu composto da Edward Kay e Eddie Maxwell.

## Distribuzione
Il film fu distribuito negli Stati Uniti dal 24 gennaio 1949 al cinema dalla Monogram Pictures.

## Promozione
Le tagline sono:
- The Old West Learns a New Trick! WHEN WHIP WILSON OUT-WHIPS OUTLAW SIX-GUNS!
- He Whips Up Hot Action For Outlaws!